# André Balyon
André Balyon (2 april 1951, Den Haag) is een Nederlands kunstschilder. 
Balyon is de oudste van vijf broers, van wie er drie actief zijn als kunstschilder (André, Nanne (1960) en Simon (1965)). Na aanvankelijk werkzaam te zijn geweest als lasser/ingenieur besloot hij een carrière als kunstschilder na te streven.
Op 21-jarige leeftijd vertrok hij naar de Verenigde Staten, waar hij onder meer gewoond en gewerkt heeft in Miami, Los Angeles, Hawaï en (sinds 2001) Monterey. Hij bezit sinds 1992 een eigen galerie in Carmel, Californië. 
Balyon vindt zijn belangrijkste thema´s in de natuur: weidse luchten boven Hollandse landschappen, strandtafereeltjes, en afbeeldingen van roofvogels. Sinds zijn vertrek naar de VS schildert hij ook meer Amerikaanse landschappen. Bekend is bijvoorbeeld zijn panoramische ´Big Sur´, een 360-graden weergave van de kustlijn van Big Sur die in 2007 tentoongesteld werd in Voorhout. Dit panorama is bedoeld als voorbereiding van een panoramaschilderij van de Grand Canyon, dat met een lengte van bijna 140 meter en een hoogte van 16 meter het grootste panorama ter wereld moet gaan worden.
Vanwege zijn deskundigheid op het gebied van het schilderen van luchten en wolkenpartijen werd Balyon in 1994 door de Walt Disney Company gevraagd om te assisteren bij het vervaardigen van de achtergronden voor de film de Lion King.